# V.I.P. (ungarische Band)
V.I.P. war eine ungarische Boygroup, die von 1997 bis 2001 bestand. Die Mitglieder waren die Sänger Alex Józsa, Gergő Rácz, Imre Rakonczai und Viktor Rakonczai.

## Geschichte
Die Gruppe konnte sich beim ungarischen Vorentscheid zum Eurovision Song Contest 1997 gegen 18 weitere Kandidaten durchsetzen und siegte mit dem Popsong Miért kell, hogy elmenj? (dt.: „Warum musst du gehen?“). Beim Contest in Dublin dann erreichte die Band mit dem Titel Platz 12.
Bis zu ihrer Auflösung veröffentlichte die Band vier Alben und eine Best-Of-Kompilation. Die Sänger wechselten danach zu anderen Gruppen und blieben weiterhin musikalisch aktiv.

## Diskografie
Alben
- 1997: V.I.P. (BMG)
- 1998: Keresem a lányt (BMG)
- 1999: Szükségem van rád (BMG)
- 2000: Csak Neked (BMG)
- 2001: Best Of (BMG)